# School Media Maker
 (août 2021).
La School Media Maker, anciennement Street School, est un établissement de formation professionnelle continue créé en 2012 par le site d'information StreetPress et labellisée « Grande École du Numérique » depuis 2016. 
Depuis 2020, les cours sont dispensés au 210 rue du Faubourg-Saint-Antoine, Paris 12e grâce à un partenariat avec le Centre de formation des journalistes de Paris et l'École W. 

## Présentation
L'école assure une formation intensive au journalisme digital,. Elle est labellisée « Grande École du Numérique » depuis 2016. 

## Histoire
En 2012, le site d'information StreetPress fonde une école de journalisme gratuite, la Street School, pour promouvoir la diversité dans les rédactions. Elle reçoit en  2016 le label du groupement d'intérêt public « Grande École du Numérique ».
Le 7 août 2019, Cécilia Gabizon, journaliste et directrice de l'école, annonce que la Street School devient La School Media Maker et qu'un partenariat avec le CFJ Paris et l'École W a été développé[source insuffisante].